# Konspirační teorie o přistání Apolla

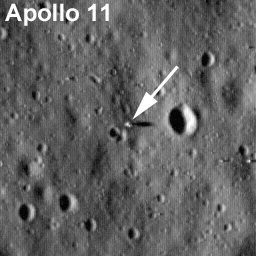
V roce 2009 vyfotila sonda LRO na Měsíci startovací část lunárního modulu „Eagle“ Apolla 11, která tam zůstala po odletu kosmonautů zpět na Zemi. Posloužila modulu jako startovací rampa. Na snímku vrhá dlouhý stín, protože Slunce bylo v tu chvíli nízko nad obzorem.

Konspirační teorie o přistání Apolla vznikly v 70. letech 20. století a tvrdily, že Program Apollo a přistání na Měsíci v rámci programu Apollo byl podvod – ať už kompletně, nebo jen z části. Tyto konspirační teorie tvrdí, že šest přistání astronautů na Měsíci se neuskutečnilo a tento hoax zosnovala NASA, aby USA vyhrály Vesmírný závod.
V roce 2024 existuje mnoho materiálů třetích stran nezávislých na NASA a USA, které přistání na Měsíci potvrzují.

## Tvrzení o podvrhu
Názor o podvrhu přistání kosmonautů na Měsíci prezentují různí jednotlivci i skupiny.

### Bill Kaysing
Vysokou popularitu získal v roce 1974 Bill Kaysing svou knihou We Never Went to the Moon. Protože Kaysing pracoval jako autor technických manuálů pro společnost Rocketdyne, která měla zakázky pro kosmický průmysl, zdálo se, že ví, o čem mluví. Kaysing se ale ničemu spojenému s raketami nevěnoval, přestože v knize tvrdil, že viděl mnoho selhání raketových motorů i předčasně přerušených startů.
Kaysing bez důkazů tvrdil, že falešné video o přistání kosmonautů na Měsíci bylo nafilmované ve studiu na vojenské základně Area 51 slavným režisérem Stanley Kubrickem v rámci filmování snímku 2001: Vesmírná odysea. Jako argument uváděl pouze to, že Kubrick během filmování konzultoval 70 univerzit a dalších vědeckých a výzkumných organizací ohledně věrohodnosti záběrů.
V knize byly fotografie prázdných pokojů jednoho hotelu v Las Vegas, kde měli kosmonauti během údajné cesty na Měsíc bydlet. Posledním důkazem byly snímky NASA, které vypadají jako natáčení přistání, avšak ve skutečnosti šlo o fotografie z nácviku a tréningu kosmonautů.
Americká veřejnost byla v té době nakloněná tomu, že jí politici lžou a že pravdu je teprve nutné odhalit., protože právě probíhala válka ve Vietnamu a vrcholu dosáhla aféra Watergate. V roce 1976 podle průzkumu Gallupova institutu věřilo konspiraci 28 % Američanů.

### Ralph Rene
Vlivným podporovatelem konspirační teorie byl Američan Ralph Rene, který vydal v roce 1994 knihu NASA Mooned America! (česky NASA přistála na Měsíci v Americe). Opakoval tvrzení Kaysinga a přidal další vlastní teorie včetně těch o psychice kosmonautů. Pokleslý stav astronautů po příletu vysvětlil jako „zahanbení ze lhaní“, únavu po misi však jako vysvětlení nepřipustil. Za důsledek konspirace označil též Teroristické útoky 11. září 2001, popřel Newtonovy zákony, Einsteinovu Teorii relativity a tvrdí že číslo Pí je 3,146264.

### Aktuální situace
Zatímco v sedmdesátých letech věřilo konspiracím kolem 30 % Američanů, v roce 1999 už jen 6 %, avšak v roce 2019 už 10 %. Jiné průzkumy veřejného mínění uvádějí 6–20 %Američanů, 25 % Britů a 28 % Rusů.
Tvrzení o podvodu se v roce 2001 věnoval dokumentární film televizní sítě Fox Konspirační teorie: Přistáli jsme na Měsíci?.

### Argumenty konspiračních teorií
Obvykle se konspirační teorie opírají o následující argumenty:
- Záření Van Allenových pásů je smrtící a zabilo by posádku (všechny dnešní družice s lidskou posádkou létají pod nimi).
- Americká vlajka na záběrech povlává, jako by se o ni opíral vítr, přičemž na Měsíci je vakuum.
- Stopy astronautů jsou ostré, jako by se otiskly do vlhké hmoty.
- Na fotografiích Měsíce jsou různoběžné stíny jakoby od studiových světel.
- Konec obzoru je ostrý, jako by po pár metrech končil.[3]
- Na fotografiích nejsou vidět hvězdy.[2]
- NASA (údajně záměrně) zničila záznamy telemetrie programu Apollo.
- byly předloženy podvržené horniny z Měsíce
- byly vytvořeny falešné záznamy komunikace, zničeny důkazy a podobně.

## Vyvracení teorií
Tehdejší Sovětský svaz monitoroval všechny mise Apollo a byl „plně vybaven nejnovějším zařízením pro shromažďování zpravodajských informací a sledování“. Vasilij Mišin v rozhovoru pro článek „The Moon Program That Faltered“ popisoval, jak sovětský program Měsíce po přistání Apolla postupně zanikal. Mise sledovaly pomocí radarů i další země. Radiové přenosy z misí byly sledovány i radioamatéry. Přinesené vzorky hornin z Měsíce obsahují stopy dlouhodobého vystavení slunečního větru a zásahů mikrometeority, umělá příprava takovýchto hornin by byla mimořádně náročná a nákladná, popř. zcela nemožná.

### Lunar Reconnaissance Orbiter
Od roku 2009 krouží nad Měsíčním povrchem družice Lunar Reconnaissance Orbiter s kamerou o vysokém rozlišení, která poskytuje detailní fotografie povrchu, kde jsou zřetelné stopy po přistání nejen Lunárního modulu, stop kosmonautů, zanechaného vybavení, ale i jiných kosmických sond bez posádky. V roce 2012 byly zveřejněny fotografie pěti dosud vztyčených amerických vlajek na povrchu Měsíce, přičemž šestá pocházející z prvního přistání modulu Apollo 11 leží, protože ji shodily výfukové plyny modulu, který odstartoval zpět na Zemi.

### Bořiči mýtů
Otázce se rozsáhle věnoval populárně-naučný seriál Bořiči mýtů. Demonstrátoři provedli pokusy, simulující jednotlivé mýty z konspiračních teorií:
- Pokus se stíny ukázal, že stíny nejsou rovnoběžné, pokud jsou vrženy na svah (a nikoliv na rovnou plochu).
- Pokus s postavou (Buzz Aldrin) ve stínu lunárního modulu ukázal, že světlo odražené od povrchu Měsíce postavu dostatečně osvítí, aby byla na snímku vidět.
- Pokus s vlajkou ukázal, že vlajka, s níž člověk pohne ve vakuu, vlaje mnohem více a déle, než vlaje ve vzduchu, který vlnění vlajky tlumí (brzdí).
- Pokus s prachem ve vakuové komoře ukázal, že ostrý jemný prach ve vakuu uchovává otisky stejně, jak to je ukázáno na fotografiích z měsíčních misí.
- Pokus ve vakuové komoře dokázal, že pírko i kladivo ve vakuu padají stejnou rychlostí (je vyloučen odpor vzduchu), a proto dopadnou na zem současně.
- Pokus, při kterém byla simulována malá měsíční gravitace, dokázal, že pohyby astronautů v malé gravitaci byly autentické (využito letadlo firmy Zero Gravity Corporation, které letí po parabolické křivce a tím simuluje sníženou gravitaci).
- Pokus s laserem ukázal, že pokud je laserem zasažen povrch Měsíce, není detekován zpětný odraz, zatímco při zásahu odražeče zanechaného misemi Apollo na povrchu Měsíce, je potvrzeno zachycení odrazu (využita Apache Point Observatory v Novém Mexiku).
- Od povrchu Měsíce se odráží tak velké množství světla, že to „přesvítí“ hvězdy, podobně jako na Zemi (ve dne hvězdy nelze vidět).

### Van Allenovy pásy
Radiace Van Allenových pásů je sice člověku nebezpečná, ale astronauti jí byli vystaveni jen v omezené míře, a celková dávka radiace, již během své mise absorbovali (včetně ozáření z jiných zdrojů, jimž byli během letu vystaveni), byla výrazně nižší než maximální roční hodnota povolená bezpečnostními předpisy Spojených států pro osoby pracující s radioaktivními materiály. Radiace byla z větší části odstíněna hliníkovým pláštěm plavidla, trajektorie letu Van Allenovými pásy byla vybrána s ohledem na co nejmenší radiační expozici posádky (úroveň radiace v pásech není homogenní) a průlet jimi trval pouze okolo čtyř hodin.

### Fotografie míst přistání
V roce 2009 vyfotografovala americká sonda Lunar Reconnaissance Orbiter přistávací místa misí Apollo, na kterých jsou patrné části měsíčních modulů a vědeckých přístrojů zanechaných na povrchu Měsíce. Jsou patrné i vyšlapané cestičky mezi nimi. Přestože sonda je americká a její start provedla NASA, řídící středisko v Arizonské státní univerzitě má pod kontrolou nejen kameru, ale i interpretaci snímků, a je pod kontrolou mnoha akademických skupin, z nichž některé sídlí mimo Spojené státy a nejsou financované americkou vládou (například Německé středisko pro letectví a kosmonautiku).
Fotografie povrchu Měsíce potvrzující přistání misí Apollo provedly i další státy:
- japonská kosmická agentura JAXA v rámci mise SELENE (sonda Kaguja v roce 2008)[18]
- známky startu z měsíce potvrdila snímky indická sonda Čandraján-1 (v roce 2009, kamera neměla dostatečné rozlišení)[19][20]
- Čína potvrdila přistání z mise Apollo dle fotografií sondy Čchang-e 2 (v roce 2012, fotografie uveřejněny nebyly)[21]
- indická kosmická agentura vyfotografovala zbytek lunárního modulu Eagle z mise Apollo 11 sondou Čandraján-2 (2021)[22]

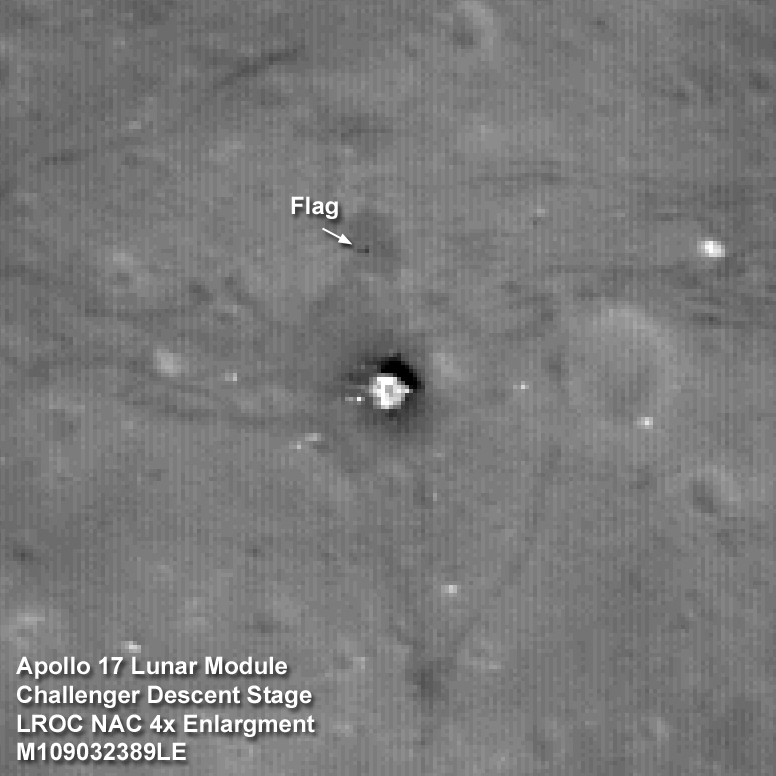
Místo přistání modulu Apollo 17 ve vyšším rozlišení ukazující fázi sestupu lunárního modulu „Challenger“ vyfotografované LRO.
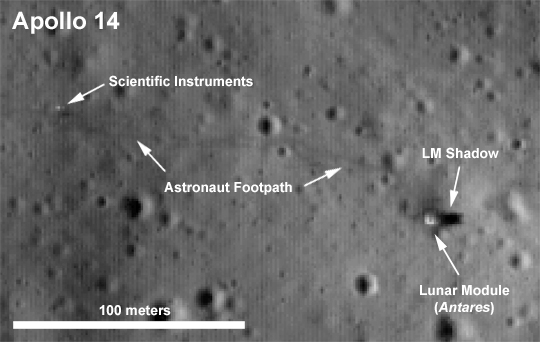
Místo přistání modulu Apollo 14 vyfotografované LRO
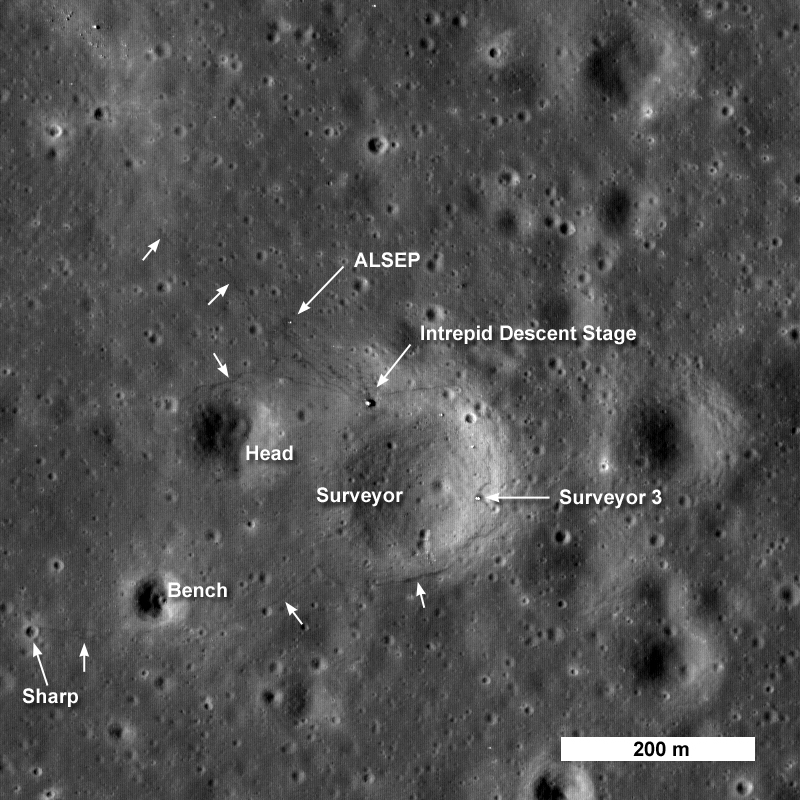
Místo přistání modulu Apollo 12 vyfotografované LRO.
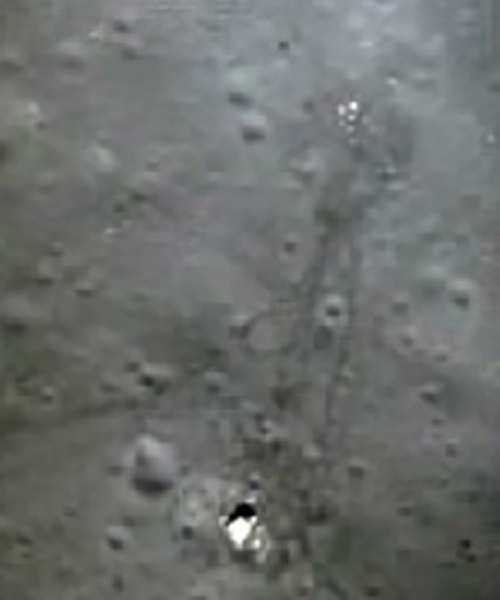
Místo přistání modulu Apollo 15 vyfotografované LRO.
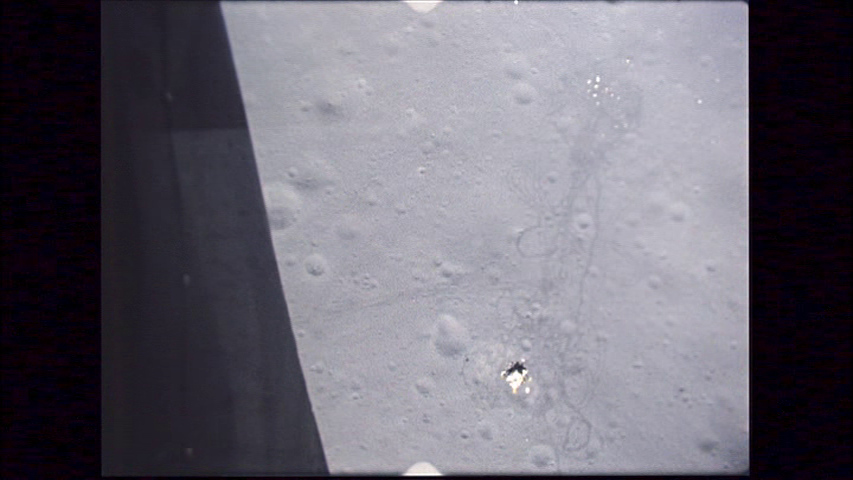
Místo přistání modulu Apollo 15 nafilmované z Lunárního modulu.
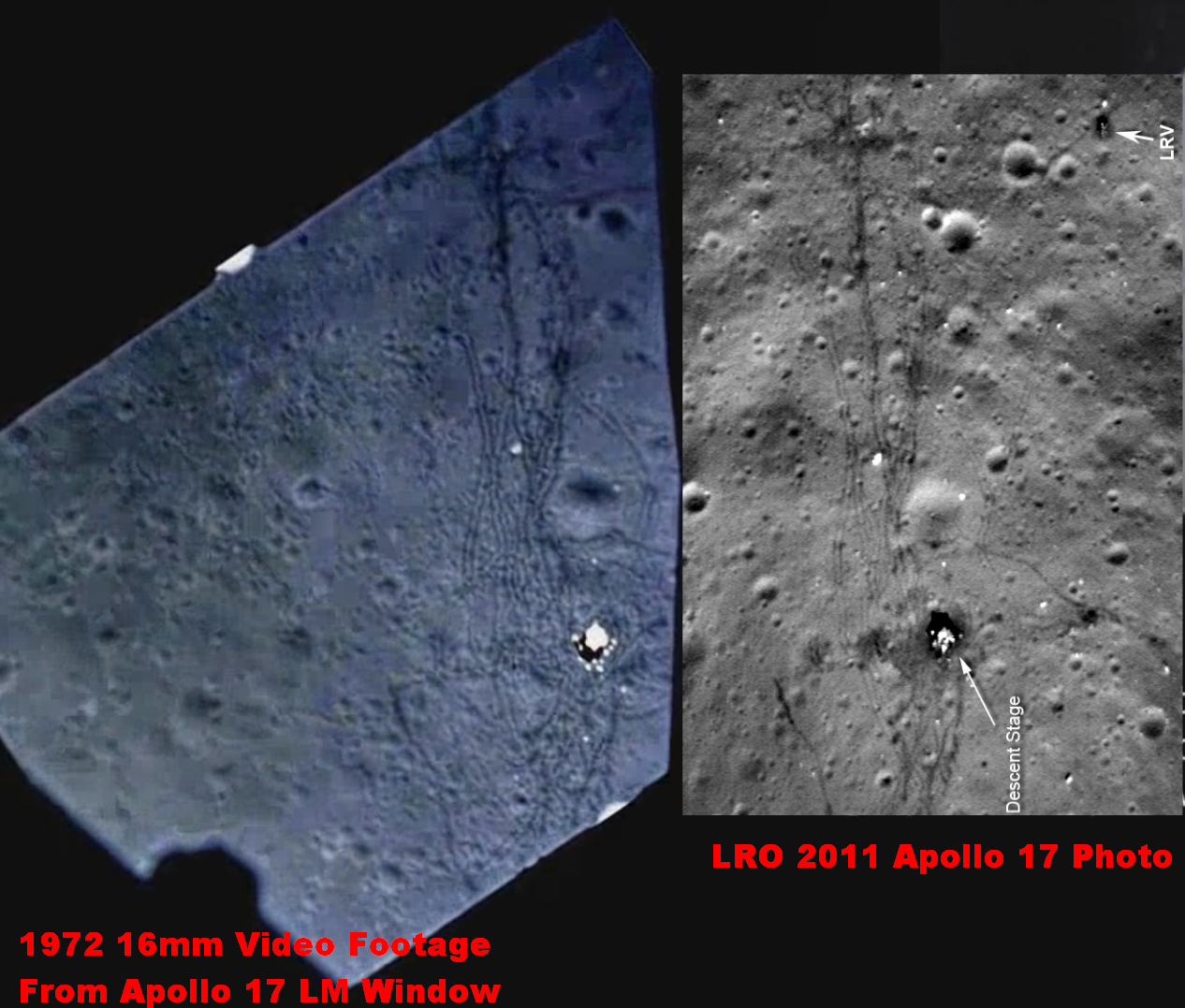
Porovnání místa přistání modulu Apollo 17 mezi původním 16 mm záběrem pořízeným z okna Lunárního modulu během výstupu v roce 1972 a snímkem místa přistání modulu Apollo 17 z měsíčního průzkumného orbiteru z roku 2011. Převzato z videa EEVdiscover.